# Horst-Tanu Margraf
Horst-Tanu Margraf (né le 26 octobre 1903 et mort le 3 avril 1978) est un chef d'orchestre et directeur musical allemand de Halle de 1950 à 1969.
Margraf est directeur musical à Lviv durant la Seconde Guerre mondiale. À Halle, il est l'un des fondateurs du « Festival Haendel ». Avec l'Orchestre d'État d'Halle (de), il dirige plusieurs opéras de Georg Friedrich Haendel, quelques-uns dans leur première mise en scène moderne, tels que Rinaldo en 1954. Dans le cadre du « Festival Haendel » il dirige Radamisto (1955), Poro, re delle Indie (1956), Admetos (1958), Giulio Cesare (1959) et Imeneo en (1960),.
Il dirige en 1966 un enregistrement d'une version abrégée d'Imeneo avec Günther Leib dans le rôle-titre, Hans-Joachim Rotzsch (Tirinto), et Sylvia Geszty (Rosmene).

## Source
- (en) Cet article est partiellement ou en totalité issu de l’article de Wikipédia en anglais intitulé « Horst-Tanu Margraf » (voir la liste des auteurs).